# C. Robert O’Dell
Charles Robert (Bob) O’Dell (ur. w 1937) – amerykański astronom. Brał ważny udział w budowie Kosmicznego Teleskopu Hubble’a oraz Centrum Astronomicznego im. M. Kopernika PAN w Warszawie (CAMK).

## Życiorys
W 1959 r. uzyskał licencjat na Uniwersytecie Illinois, a trzy lata później doktorat na Uniwersytecie Wisconsin. W ciągu kolejnej dekady pracował w California Institute of Technology, Uniwersytecie Kalifornijskim w Berkeley i University of Chicago (w latach 1966–1972 był dyrektorem Obserwatorium Yerkes, a w latach 1967–1972 także całego Wydziału Astronomii i Astrofizyki). W latach 70. był członkiem komitetu powołanego przez National Academy of Sciences do spraw obchodów 500-lecia urodzin Mikołaja Kopernika. O’Dell wizytował Polskę jako przedstawiciel tego komitetu w 1971 r. Jego spotkania z polskimi uczonymi i władzami zaowocowały przekazaniem przez amerykańską National Science Foundation funduszy na powołanie CAMK. Początkowo głównym narzędziem badawczym w CAMK-u był komputer PDP 11/45 zakupiony ze środków zebranych podczas kolacji, której pomysłodawcą był O’Dell. Kolacja ta odbyła się w Hotelu Waldorf-Astoria w Nowym Jorku i przyniosła dochód 130.000 dolarów. Od jesieni 1972 do 1982 r. O’Dell pełnił funkcję głównego naukowca (ang. Project Scientist) Kosmicznego Teleskopu Hubble’a i wicedyrektora Centrum Lotów Kosmicznych im. George’a C. Marshalla. Brał udział w opracowaniu idei działania Space Telescope Science Institute (STScI), który zarządza naukowymi aspektami Teleskopu Hubble’a. Od 1982 r. afiliowany jest w Uniwersytecie Rice'a, a od 2000 r. na Uniwersytecie Vanderbilta.
Od 1962 r. jest członkiem Astronomical Society of the Pacific i American Astronomical Society (którego był skarbnikiem w latach 1988–1996), a od 1964 r. American Association for the Advancement of Science i Międzynarodowej Unii Astronomicznej.
Zajmował się badaniem mgławic (szczególnie planetarnych) oraz procesami formowania się gwiazd. W latach 60. zmierzył zawartość helu w gromadzie kulistej M15, która okazała się wyższa niż wcześniej przewidywano. Za swoje największe odkrycie z wykorzystaniem teleskopu Hubble’a uważa odkrycie dysków protoplanetarnych w Mgławicy Oriona.

## Nagrody
W 1978 r. otrzymał Order Zasługi. W następnym roku został pierwszym członkiem honorowym Polskiego Towarzystwa Astronomicznego. W 1991 r. NASA odznaczyła go Public Service Medal. W 1997 r. został członkiem zagranicznym PAN. W 1996 r. otrzymał Nagrodę Humboldta. Uniwersytet Illinois przyznał mu doktorat honoris causa w 2001 r. CAMK przyznał O’Dellowi medal w 2012 r. W styczniu 2022 r. American Astronomical Society wyróżniło go tytułem Fellow AAS za wkład w budowę Kosmicznego Teleskopu Hubble’a oraz Space Telescope Science Institute, a także wieloaspektowe badania mgławic.